# Иличани
Иличани (серб. Илићани) — населенный пункт в общине Србац, который принадлежит энтитету Республике Сербской, Босния и Герцеговина. По результатам югославской переписи населения 1991 года в Иличанах проживало 207 человек.

## Население
| 1948                           | 1953 | 1961 | 1971 | 1981 | 1991 | - |
| ------------------------------ | ---- | ---- | ---- | ---- | ---- | - |
| 248                            | 277  | 308  | 360  | 339  | 207  | - |
| Гистограмма динамики населения |      |      |      |      |      |   |